# بيتر واتكينز (مخرج)
بيتر واتكينز ((بالإنجليزية: Peter Watkins)‏، ولد في 29 أكتوبر 1935) هو مخرج سينمائي وتلفزيوني إنجليزي. ولد في نوربيتون، ساري، وعاش في السويد وكندا وليتوانيا لسنوات عديدة، ويعيش الآن في فرنسا. إنه أحد رواد الدراما الوثائقية. تعرض أفلامه أفكارًا سلمية وراديكالية بأسلوب غير تقليدي. يركز بشكل أساسي أعماله وأفكاره حول وسائل الإعلام وعلاقتنا / مشاركتنا في فيلم أو فيلم وثائقي تلفزيوني. وهو من أهم المخرجين البريطانيين لكنه لا يحظى بشهرة عالية.

## وصلات خارجية
- بيتر واتكينز على قاعدة بيانات الأفلام على الإنترنت.